# 越南裔法國人
越南裔法國人是祖先來自越南，後來定居在法國的人。由於法國政府沒有對法國公民的族羣數據進行統計，因此沒有確切的越南裔法國人的數量統計。在法國的越南人人數估計大約40萬人，是該國最大的亞裔族群（2017年）。與其他西方的海外越南裔社區不同，法國的越南裔社區在西貢淪陷前已經頗有規模，現佔整個歐洲越南裔人口的一半以上。